# Polygrammodes flavivenata
Polygrammodes flavivenata là một loài bướm đêm trong họ Crambidae.